# Badża
Badża (arab. باجة, fr. Béja) – miasto w północnej Tunezji, na zachód od Tunisu, ośrodek administracyjny gubernatorstwa Badża. W 2014 roku liczyło około 62 tys. mieszkańców.